# عقاب متوجة
العُقاب المُتوّجة؛ المعروفة أيضًا باسم العُقاب الإفريقية المُتوّجة (الأسم العلمي: Stephanoaetus coronatus)، هي طائر جارح كبير يتواجد في جنوب الصحراء الكبرى والمناطق الشرقية من إفريقيا الجنوبية.  تُفضّل العُقاب المُتوّجة الموائل مثل الغابات النهرية ومختلف الغابات الكثيفة. العُقاب المُتوّجة هي النوع الوحيد الموجود في جِنس تويجاء (Stephanoaetus). أما النوع الثاني، وهو عقاب مدغشقر المتوج (Stephanoaetus mahery) فقد انقرض بعد أن استقر البشر في مدغشقر.
تُشّكل الثدييات %90 على الأقل في نظامهِ الغذائي؛ وتلتقط الفريسة المُعتادة باختلافات إقليمية واضحة. تعتبر الفريسة الرئيسية لها ذوات الحوافر الصغيرة، مثل: ظبي الشجيرات (Tragelaphus scriptus) والديكر والطرغول والوبر الصخري، بالإضافة للرئيسيات الصغيرة كالسعادين، وبالكاد تصطاد الطيور، والسحالي الكبيرة.
على الرغم من أن ذيل العُقاب المُتوّجة الطويل يُضفي طولًا إجماليًا يصل إلى 90 سنتيمتر (35 بوصة)، إلا أنها أقل كتلةً إلى حدٍ ما، وتمتلك جناحين أقصر بكثير مقارنةً أكبر عُقاب في إفريقيا؛ وهي العُقاب المُقاتلة (Polemaetus bellicosus). ومع ذلك، تُعتبر العُقاب المُتوّجة أقوى عُقاب في إفريقيا من حيث قدرتها على اصطياد فرائس ذات وزن كبير، إذ قد يصل وزن فريستها في حالات استثنائية إلى 30 كيلوغرامًا، رغم أن الوزن المعتاد أقل من ذلك بكثير.  تمتلك العُقاب المُتوّجة مخالب كبيرة بشكل غير عادي، وأرجل قوية قادرة على قتل الضحية بسحق الجمجمة. وباعتبارها عُقابًا شرسة، فقد وُجدت في بعض السجلات بقايا سعدان ذكر كبير من نوع المنجبي الأسخم، يزن 11 كيلوغرامًا، أسفل عش الطائر.
نظرًا لأوجه التشابه البيئية بينهما، تُعتبر العُقاب المُتوّجة النظير الإفريقي الأمثل للعُقاب الخطافة (Harpia harpyja). بفضل سلوكها الجريء والواضح للغاية، فقد دُرِست بشكل استثنائي مقارنة بالعُقبان الكبيرة التي تعيش في الغابات. ونظرًا لقدرتها العالية نسبيًا على التكيف مع الموائل، فقد كان يُعتقد حتى وقتٍ قريب أنها في حالة جيدة مقارنةً بالطيور الجارحة الكبيرة المعتمدة على الغابات. ومع ذلك، يُعتقد حاليًا أن أعداد العقبان تتناقص بشكل أكبر مما كان يُعتقد سابقًا، بسبب التدمير الواسع النطاق للغابات الاستوائية الأصلية في إفريقيا. أدرج الاتحاد الدولي لحفظ الطبيعة العُقاب المُتوّجة ضمن الأنواع القريبة من التهديد.

## التصنيف

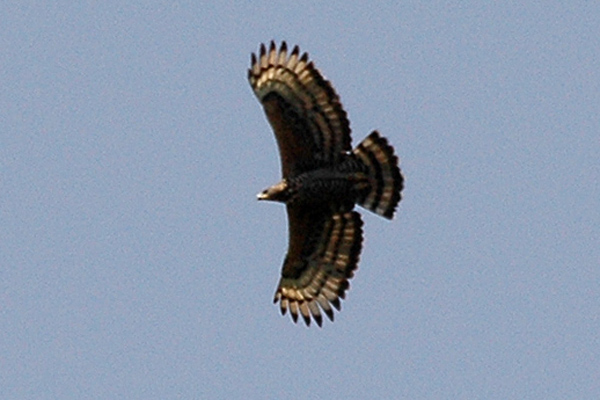
عُقاب متوج يحلق فوق في بودونغو ، غرب أوغندا

وصف كارولوس لينيوس هذا النوع لأولِ مرة في الطبعة الثانية عشرة من كتابهِ نظام الطبيعة، الذي نُشِر عام 1766، باسم تيجان فالكو. نظرًا لأن الطيور تم تجميعها إلى حدٍ كبير على خصائص سطحية في ذلك الوقت، فقد جمّع لينيوس العديد من الأنواع غير ذات الصلة في جنس الصقر. المُحاذاة التصنيفية الفعلية للعُقاب المُتوّجة واضحة بسبب تغطيته بالريش فوق رسغه، وهو أمر نادر بشكل عام في العِقبان غير ذي الصلة. العُقاب المُتوّجة هو في الواقع جزءٌ من مجموعة «عِقبان مسيرة صغرى» المتنوعة، والتي تعتبر أحيانًا فصيلة فرعية مُتميزة (Aquilinae). تشمل هذه المجموعة جنس عِقبان حقيقية وجميع الأنواع الموصوفة بـ «عُقبان الجارحة» بما في ذلك الأجناس الأفياء (Spizaetus) والأجناس الأُحادية الأخرى المتضمنة بين «العُقبان الممتلئة» هي Lophaetus والمُقاتلة و (Lophotriorchis) والعِقبان السوداء.
في وقت ما ، كان جنس التويجاء يُعتبر "فرعًا متخصصًا" من عُقبان سبيزايتوس استنادًا إلى الصفات المورفولوجية. أشار تسلسل الحمض النووي الذي يستخدم جينات ميتوكوندريا وثلاثة جينات نووية إلى أن العُقاب المُتوّج هو من الأنواع الشقيقة لعُقبان الصقر الآسيوي، والتي تُعتبر الآن جنسًا مُنفصلًا (الأفياء)، والتي لا ترتبط ارتباطًا وثيقًا بالعُقبان المدارية الحديثة، ويحتفظ بها في سبيزايتوس. ومع ذلك ، فإن دراسة حديثة أخرى، هذه المرة من تسلسل جيني ميتوكوندريا وجين نووي واحد ، لم تكشف عن وجود علاقة وثيقة بين هذا العُقاب وأي نوع آخر من الجينات الحركية، بما في ذلك أنواع الأفياء، ووجد أن الجنس شديد الاختلاف وراثيًا عن الآخر"  في حالة التطور المُتقارب ، فإن الخُطّاف الأثقل بكثير، والذي يقع خارج مجموعة "عُقبان مسيرة صغرى" ، له شكل هيكلي مُماثل للمتوج. واثنان أقل شهرة ، على الأرجح من الأنواع ذات الصلة البعيدة، هما أفياء جبلي (Nisaetus nipalensis) وعقاب أسود وكستنائي (Spizaetus isidori)، عُثِر عليهما أيضًا مُماثلان للمُتوّج. في حين أن كلاهما أقل نحافة وأصغر، فإن هذه العُقبان هي أيضًا فروع كبيرة الجسم وقوية القدم في الإشعاع التطوري للعُقبان التي تعيش في الغابات، وهي موزعة على التوالي في شرق آسيا وأمريكا الجنوبية. حتى أن العُقاب المُتوّج البالغ له مظهر متوسط إلى حد ما بين هذه الطيور، حيث يشترك في الزخرفة المُتغيرة للأفياء الجبلي وهناك بعض ألوان الأسود والكستناء. حتى عام 1500 ، كان هناك نوع آخر من العُقبان المُتوّجة، وهو العقاب المَلَغاشي المتوج (S. mahery). وكان يشبهه في الحجم والشكل، وربما ملأ مكانًا مشابهًا في مدغشقر، ومن المُحتمل أنه كان يفترس الليمور. على ما يبدو، فإن العُقاب المَلَغاشي المتوّج قد انقرض بسبب فقدان الفريسة وتغيير الموائل، الذي يُعزى إلى البشر الأوائل على الجزيرة. حتى الآن، لا يوجد للعُقاب المُتوّج الحي أي نوع فرعي مُعترف به. ومع ذلك ، لاحظ سيمون تومسيت من التجربة الميدانية وجود اختلافات عرقية مُحتملة بين العُقبان المتوّجة في موائل الغابات المحدودة في شرق وجنوب إفريقيا (التي أطلق عليها اسم "عقبان الأدغال") ، والتي كانت تاريخياً المجموعات السكانية الرئيسية التي تمت دراستها، وتلك التي تعيش في الغرب الأكثر كثافة والغابات المطيرة الأفريقية، في الجزء الأوسط من توزيع الأنواع. وأشار إلى أن السُكان الأخرين بدوا أكثر صلابة في البناء وبدا أن له حواجب أعمق من عُقبان الأدغال ؛ من الناحية السلوكية ، بدت عُقبان الغابات المطيرة أكثر جرأة وأعلى صوتًا، وهو ما تم تعزيزه في روايات أخرى عن الأنواع.

## الوصف

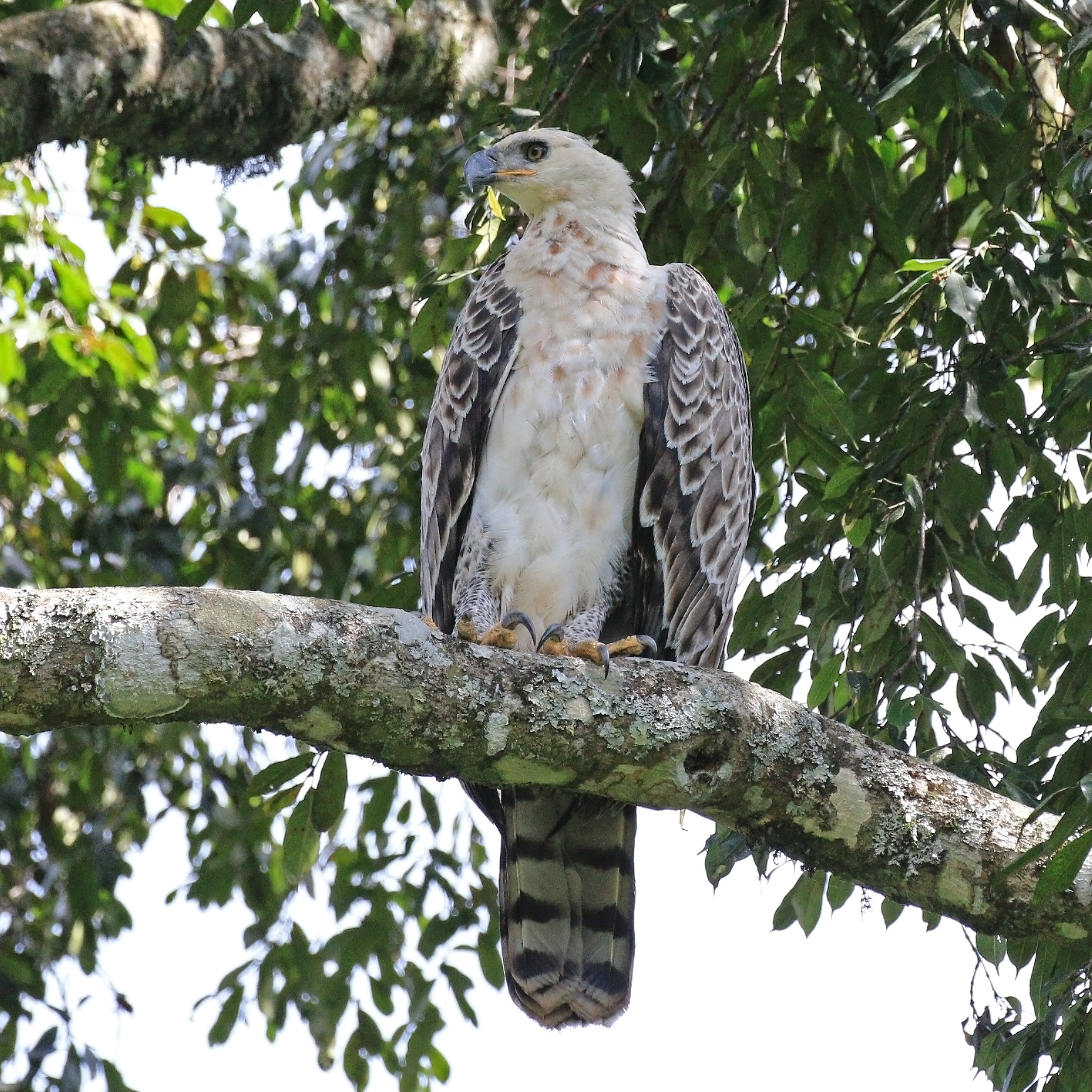
متوج غير ناضج ؛ غابة كاكاميغا ، كينيا

العُقاب المُتوج عقاباً كبير جداً. يبلغ طوله من 80 إلى 99 سم (31 إلى 39 بوصة) ، وهو خامس أطول عُقاب موجود في العالم. يبلغ وزن الأنثى 3.2-4.7 كجم (7.1-10.4 أرطال) ، وهي أكبر بحوالي 10-15٪ من الذكر ، بوزن 2.55-4.12 كجم (5.6-9.1 رطل). تم إعطاء متوسط كتلة الجسم 3.64 كجم (8.0 رطل) في حساب واحد. في مكان آخر ، تمت المُطالبة بمتوسط 3.8 كجم (8.4 رطل). تم العثور على أوزان أصغر قليلاً في مسح لجنوب إفريقيا حيث بلغ متوسط 5 ذكور 2.65 كجم (5.8 رطل) و 8 إناث بمتوسط 3.71 كجم (8.2 رطل). بشكلاً عام ، هم تاسع أثقل أنواع العُقبان الحية. يتراوح جناحيها عادةً من 1.51 إلى 1.81 مترًا (4 أقدام و 11 بوصة إلى 5 أقدام و 11 بوصة). كان أكبر باع جناحي موثق للإناث 1.9 م (6 قدم 3 بوصات)، مع مُطالبة بجناحي يصل إلى 2 م (6 أقدام و 7 بوصات) بحاجة إلى تأكيد. إن جناحي هذا العُقاب قصير جدًا بالنسبة لحجم الطائر ، حيث يبلغ متوسط عرضه نفس عرض العقاب الأصحم أو عقاب الصرارة، وهي الأنواع التي تزن حوالي نصف وزن العُقاب المُتوج. ومع ذلك ، فإن الأجنحة المُستديرة إلى حد ما تشبه الصناديق الواسعة جدًا، فهي أوسع من أجنحة العقاب الذهبيّ الأطول. ويمنحها مورفولوجيا الجناح القدرة على المناورة في بيئتها المُشجرة بكثافة. يبلغ طول وتر الجناح 445-532 ملم (17.5-20.9 بوصة) ، بمتوسط 467 ملم (18.4 بوصة) للذكور و 512 ملم (20.2 بوصة) في الإناث. في جنوب إفريقيا ، بلغ متوسط 5 ذكور 475.2 ملم (18.71 بوصة) في طول وتر الجناح و 7 إناث بمتوسط 506.9 ملم (19.96 بوصة). في حين أنه ، في المتوسط ، أقل ثقلاً وله طول جناحيه أصغر من العقاب المُقاتل الذي غالبًا ما يكون مُتماثلًا، إلا أن متوسط طوله الإجمالي يتجاوز متوسط طول العُقاب المُقاتل بفضل ذيله الأطول بكثير. يبلغ طول ذيل العُقاب المُتوج من 300 إلى 410 ملم (12 إلى 16 بوصة) ، بمتوسط 315 ملم (12.4 بوصة) للذكور و 348 ملم (13.7 بوصة) للإناث. بلغ متوسط الذكور في جنوب إفريقيا 320.4 ملم (12.61 بوصة) في طول الذيل في عينة من 4 ومتوسط للإناث 352.4 ملم (13.87 بوصة). المُنقار متوسط الحجم بالنسبة لحجم جسمه، ويبلغ طوله 55 مم (2.2 بوصة) من الفتحة، و 45 مم (1.8 بوصة) بطول مخيخه اليسرى و 33 مم (1.3 بوصة) في عمق المنقار. في جنوب إفريقيا ، بلغ متوسط طول مخيخه اليسرى 50 ملم (2.0 بوصة) في 4 ذكور و 54.9 ملم (2.16 بوصة) في 7 إناث ، مع نطاق في كل من 46.5 إلى 61.4 ملم (1.83 إلى 2.42 بوصة).

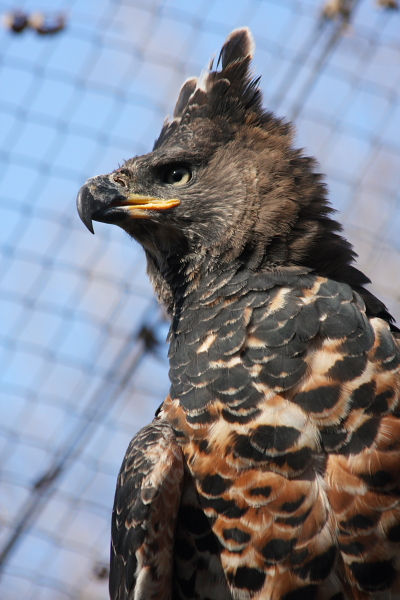
عُقاب أسير مُتوّج، تظهر ملامحه بالقمة الممتدة والوجه الشرس

يبلغ طول الرصغ بالنسبة لحجم طائر، 8.5-10.3 سم (3.3-4.1 بوصة)، ومن الواضح أنه أقصر من العقاب المُقاتل. ومع ذلك ، فإن القدمين والساقين أكثر سمكًا وأثقل من تلك الخاصة بالعقاب المقاتل ويبدو أن المخالب ضخمة جدًا من حيث الطول والعرض. في حين أنه لا يُعرف سوى القليل من القياسات الشاملة لحجم مخالب العُقبان البريّة المُتوجة، فقد ورد أن إحدى عينات المُتحف كانت تحتوي على مخلب إبهام القدم (أو مخلب خلفي، وهو أكبر مخلب على الأكيبتريد) يبلغ 6.2 سم (2.4 بوصة)، بينما كان القياس لأنثى أُخرى عند 5 سنوات من العمر(سن النضج الجنسي) 5.74 سم (2.26 بوصة) في مخلب إبهام القدم ، وقياس ذكر بالغ 4.9 سم (1.9 بوصة). في جنوب إفريقيا ، بلغ متوسط طول مخلب الإبهام 52.4 ملم (2.06 بوصة) في 5 ذكور و 60 ملم (2.4 بوصة) في 7 إناث مع نطاق في كلاهما من 48.6 إلى 61.4 ملم (1.91 إلى 2.42 بوصة). تضع هذه الأشكال حجم مخالبها يقارب حجم العُقاب الذهبيّ الأكبر حجمًا وقريبًا من حجم الخُطّاف متوسط الحجم. يُعزى بعض العُقبان المُتوّجة الأسيرة إلى طول مخلب إبهام القدم يصل إلى 10 سم (3.9 بوصة)، على الرغم من أنه يشبه إلى حد كبير تقرير واحد عن العُقبان الخُطّاف الأسيرة بمخلب إبهام القدم مقاس 13 سم (5.1 بوصة)، ولا توجد مثل هذه المخالب الضخمة التي تم تأكيدها. في عينة صغيرة من الطيور الجارحة الكبيرة التي تعيش في الغابات، كان المخالب الأمامي الأيسر للعقاب المتوج ، على ارتفاع 4.74 سم (1.87 بوصة) ، أقل بحوالي سم واحد من الخُطّاف أو عقاب هاآست (Hieraaetus moorei) المُنقرض مؤخرًا وأصغر قليلاً من العقاب الفلبيني (Pithecophaga jefferyi). إن النظر إلى أنثى كبيرة من هذه الأنواع يمكن أن يصل وزنه إلى ضعف ما يزن العُقاب المُتوّج المتوسط قد يوضح الحجم النسبي لمخالب العُقاب المُتوّج.

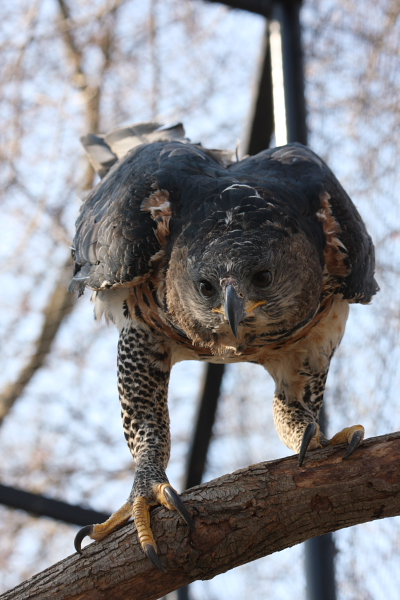
عُقاب مُتوّج في حديقة الحيوانات في المجر يوضح مخالبه الهائلة.

العُقاب المُتوّج البالغ ذو ريش ملفت للنظر. تاجه داكن إلى بني مُحمّر اللون، مع قمة بارزة مزدوجة الرؤوس سوداء اللون، والتي يمكن أن تعطي الرأس مظهرًا مثلثيًا إلى حد ما. الأجزاء العلوية من البالغ ذات لون بني مائل إلى السواد ، مع مسحة متغيرة من اللون الأزرق. لون الحلق بني بينما البطن والثدي أبيضان مغطى بكثافة بقضبان وبقع سوداء اللون، تتميز بشكل متفاوت بالكريم أو اللون البرتقالي الغني. تكون ريش الطيران للجناح بيضاء في القاعدة، ومائلة بشكل عريض باللون الأسود ويتقاطعها شريطان أسودان. الذيل أسود مع شرائط بُنيّة رمادية. الفخذين والساقين مُقيدان ومُرقطتان عن كثب بالأسود والأبيض. الأغطية السُفلية للبالغين لها لون كستنائي غامق ، مُرقط قليلاً باللون الأسود. العُقاب المُتوّج له عيون يمكن أن تتراوح من الأصفر إلى الأبيض تقريبًا ، وقير وأقدام من لون أصفر مغرة ومخالب سوداء. في البرية ، يُعد التعرف الخاطئ على العُقاب البالغ أمرًا غير مُحتمل بفضل تأثير الأنواع وصوتها. يتم تشخيص جميع الأجنحة والذيل الخارجيين المحظورين بشدة أثناء الطيران. مزيد من التبسيط لتحديد الهوية، والتفاصيل مثل القمة، ووضعية الطائر المُستقيمة والحجم الكبير هي فريدة من نوعها لهذا الحيوان. في حين أنها تختلف إلى حد ما في الحجم ، فإن إزدواج الشكل الجنسيّ من حيث الحجم، فأنها متواضع نسبيًا، ومن غير المُرجّح أن يتم مُجنسَنَة العُقاب من خلاله فقط. ومع ذلك، يمكن تمييز الذكر بنبضات الجناح الأسرع (4 أو 5 في الثانية) عن الأنثى البطيئة (3 أو 4 في الثانية).
كما رأينا في حوالي نصف مجموعة "عُقبان مسيرة صغرى" ، فإن العُقاب الصغير المُتوّج له ريش مُختلف بشكل لافت للنظر مُقارنة بالبالغ. يحدث الكثير من الاختلاف أثناء حدوث عملية النُضج. الغالبية العظمى من اليافعين لديهم رأس أبيض وجانب سفلي ، يتباينان مع الفخذين والساقين ، اللتين تم رصدهما بشدة باللون الأسود. ظهر العُقاب الصغير بنيّ فاتح أو بني-رمادي ، مع حواف ريش شاحبة غالبًا ما تعطي الظهر مظهرًا مُتقشرًا، خاصة على أغطية الجناح العلوي. غالبًا ما يكون هناك غسل أحمر وردي على الجزء العلوي من الصدر. تميل الكتاكيت حديثة الولادة إلى أن يكون لها وجوه مُرقعة داكنة ، ومرايل منمش وصدور مقلوبة قليلاً وأرجل مُرقطة. ريش العقاب المتوج للأحداث أقل شيوعًا ، مُمكن حتى عندما يكون عمرهم أقل من عام وما زالوا تحت رعاية الوالدين، قد يشمل عُقبان مُخططة بحيث يمكن للطائر أن يتراوح عمراً بين عامين وثلاثة أعوام. ذيل اليافع أسود مع ثلاثة أشرطة شاحبة وطرف أسود ضيق. نسر الأحداث لونه رمادي وأقدامه صفراء باهتة. بحلول الشهر الرابع من نُضجه، يُغطى الفخذين الداخليين، اللذان كانا يغطيان بشكل سيئ سابقًا بالريش الناعم. في حين أن الشباب الشاحب " النحيف '' قبل مُغادرة العش مباشرة عادة ما يكون له رسغ غير مميز، فإنه سرعان ما يحصل على بقع على الجزء الأمامي من مفصل عظم الرسغ. لا يزال عظم الرسغ عاريٌ وواضحٌ حتى يبلغ من العُمر عامًا ، وعندها تختفي وتعود إلى الإناث المُحتضنة. لون العين مُتغير أيضًا مع وجود لون كاكي فاتح للبعض قبل ظهوره مباشرة والبعض الآخر بعيون صفراء مثل البالغين. حتى 15 شهرًا بعد مُغادرة العُش، فإن العُقبان الغير الناضجة تشبه إلى حد بعيد الريش الذي حصلت عليه في البداية من ريش الكبار. قد يتم الخلط بين حدث والخُطّاف والمُتوّج ذو اللون المُماثل، خاصة أثناء الطيران. تتميز عن الأنواع القِتالية بامتلاكها ذيلًا أطول بكثير وأكثر انضغاطًا وأجنحة أقصر بكثير وفخذين مُتقطعتين.

## التوزيع والسكن

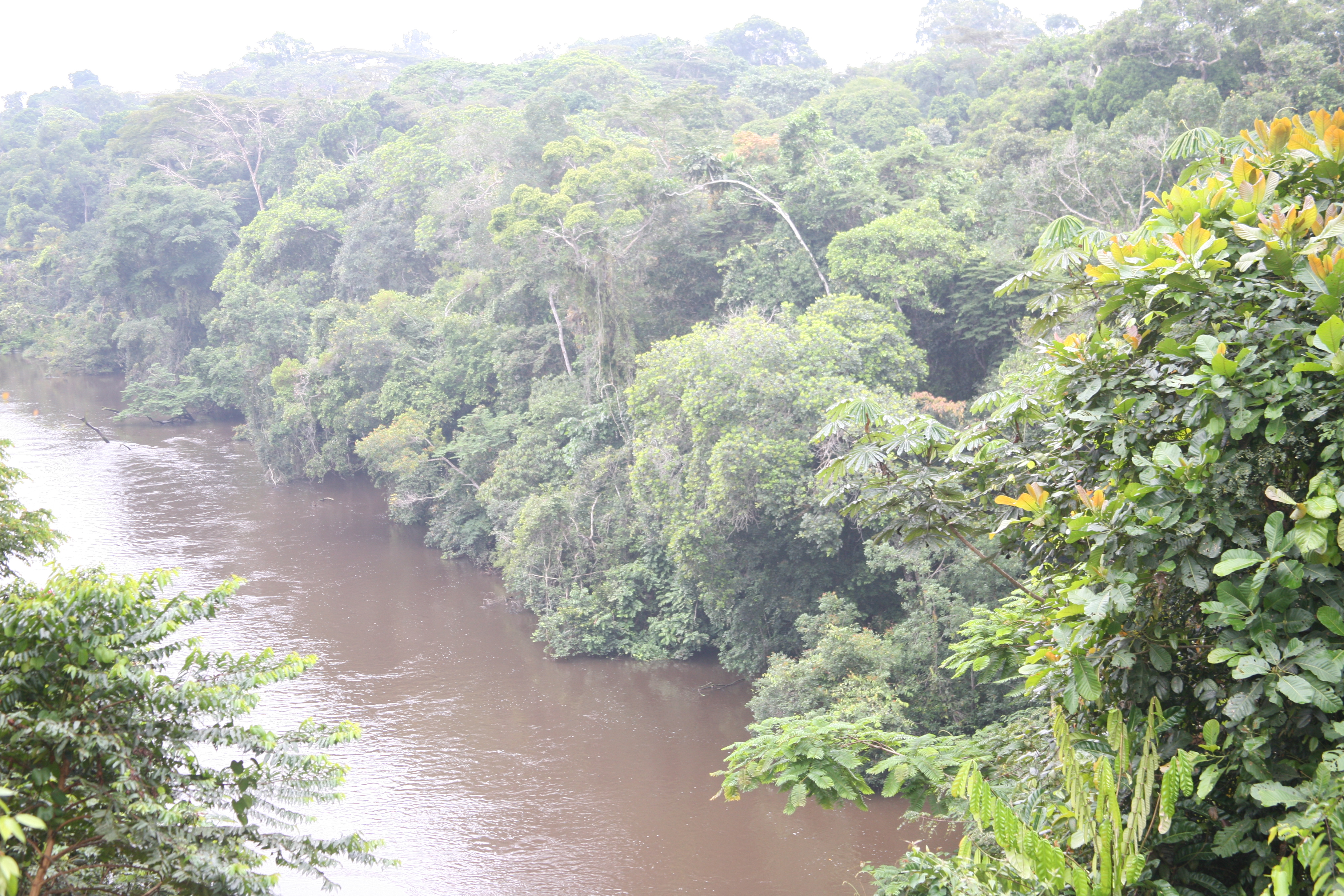
الغابات الكونغولية الرطبة على طول نهر دجا ، موطن نموذجي بالقرب من مركز نطاق العقاب المتوج

يوجد العُقاب المُتوّج فقط في قارة إفريقيا. في شرق إفريقيا، تمتد مجموعة العُقاب المُتوّج من وسط إثيوبيا، إلى أوغندا، والأجزاء الحَرجية من كينيا وتنزانيا إلى أقصى الجنوب حتى شرق جنوب إفريقيا، مع حد توزيع جنوبي حول كنيسنا. في غرب ووسط إفريقيا، يمتد نطاق العُقاب المُتوج عبر الكثير من الغابات المطيرة الأفريقية الشاسعة (في السابق). يمكن العثور عليها من السنغال وغامبيا وسيراليون والكاميرون، حيث يسكنون الغابات الغينية، إلى جمهورية الكونغو الديمقراطية، حيث يعيشون في الغابات الكونغولية، وإلى الجنوب حتى أنغولا. على الرغم من توزيعه الكبير هناك، فإن العُقاب المُتوّج نادر في أجزاء كثيرة من غرب إفريقيا.
يسكن العُقاب المُتوّج بشكل أساسي الغابات الكثيفة، بما في ذلك تلك الموجودة في أعماق الغابات الاستوائية المطيرة ، ولكن يمكن العثور عليه أيضًا في بعض الأحيان في البُقع الأثرية، والجروف المُشجرة، والشرائط النهرية من سنط، وسفوح التلال المُشجرة بكثافة، والنتوءات الصخرية في جميع أنحاء مداها. يمكن العثور على النسر المتوج من ارتفاع مستوى سطح البحر إلى ما لا يقل عن 3000 متر (9800 قدم). بسبب عدم وجود موطن مناسب حاليًا ، غالبًا ما يكون نطاق العقاب متقطعًا إلى حد ما. في جمهورية الكونغو الديمقراطية ، تم التأكد من أن العُقاب المُتوّج يعيش في كثافات عالية نسبيًا في المناطق المحمية التي تحافظ على غابات مطيرة كثيفة النمو. في كينيا ، يقع 84 ٪ من نطاق العُقاب المُتوّج داخل الغابات المطيرة بمعدل هطول أمطار سنوي أكثر من 150 سم (59 بوصة). حول مساحات شاسعة من شرق إفريقيا حيث تتكون المناطق المحمية في الغالب من موطن مفتوح إلى حد ما ، يعيش العُقاب المُتوّج عادة في مناطق مُشجرة من التلال الصخرية والشرائط النهرية الضيّقة ، ونادرًا ما يتراوح في السافانا المُحيطة بالتلال. خضعت جنوب إفريقيا للدراسة الأكثر شمولاً لموئل للعُقاب المُتوج إلى حد كبير، نظرًا لأن العديد من المناطق هناك تبدو غير مضيافة للطيور الجارحة الكبيرة الأخرى، وغالبًا ما ترتبط بالغابات القديمة النمو. في جنوب إفريقيا، يتزامن توزيعه جنوب نهر ليمبوبو إلى حد كبير مع الغابات الجبلية، على الرغم من أنه لا يقتصر على هذا الموطن وقد يتنوّع بشكل ثانوي إلى المزارع ، وعادة من الكافور. في جنوب إفريقيا ، يظهر في كل من الأراضي المُنخفضة والغابات الجبلية دائمة الخضرة، والأراضي الحَرجية الكثيفة، والوديان الحَرجية والوديان في السافانا المفتوح وثورنفيلد. في زيمبابوي، يمكن العثور على العُقاب المُتوج في الغابات المفتوحة تمامًا مع أشجار تبلدي وقد يتغذى أحيانًا في السافانا والنمو الثانوي. في ملاوي ، تتغذى طيور المُرتفعات في غابات ميومبو المُنخفضة، والارتفاعات المُنخفضة، يحدث التكاثر في الغابات المتساقطة الأوراق، وبشكل أكثر محليًا في المومبو الكثيف، وغابات النهر الشاهقة، وفي البقايا القريبة من المزارع. العُقبان المُتوّجة في نهر زمبيزي، يظهر في الغابات دائمة الخضرة في المرتفعات الشرقية، وفي التضاريس الوعرة والتلال فوق الهضبة الوسطى، وفي التلال والجروف في الأجزاء الجنوبية الشرقية من مستجمعات المياه المركزية، وفي الموائل النهرية على طول الأنهار الكبرى.

## السلوك

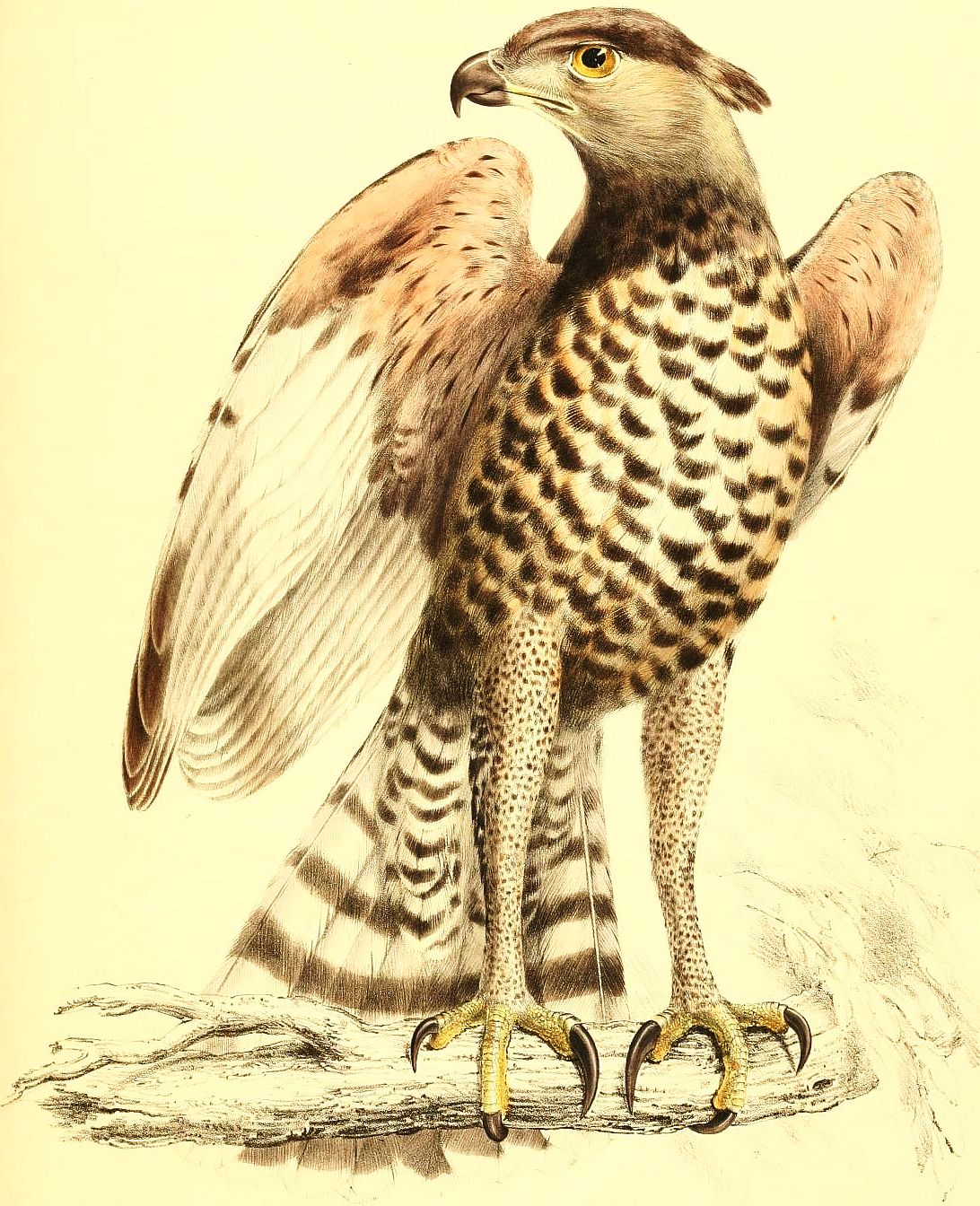
رسم توضيحي لأنثى مُتوّج

يُعتبر العقاب المتوج نموذجيًا لمُعظم الطيور الجارحة التي تتكاثر في إفريقيا، وهو غير مهاجر ومُستقر إلى حداً كبير. عادة ما يسكن هذا النوع في منطقة ثابتة طوال العام خلال حياته البالغة. هناك دليل على أن الطيور تتحرك إلى حد ما عندما تتطلب الظروف ذلك ، على سبيل المثال عندما تحتاج إلى تغيير الرفيق فأنها تحتاج لمناطق تكاثر معزولة. عادة ما ترتبط أكبر حركة من أي مسافة ملحوظة بالطيور اليافعة التي تتجول على نطاق واسع نسبيًا قبل النضج. تم العثور على أربعة وأربعين طائرًا من مختلف الأعمار التي تم تطويقها في جنوب إفريقيا وتم العثور عليها بالقرب من مواقع الرنين. أدت التحركات الصغيرة من قبل العُقبان المُتوجة إلى رؤيتها في موائل غير محتملة، مثل تلة سافانا المفتوحة في كينيا ، وقيعان النهر المفتوح في جماعة الحفاظ على الحياة البرّيّة في (لوا) وحتى في ملعب للجولف في نيروبي.

### التربية
العُقبان المُتوجة لديها واحدة من أطول دورات التكاثر من أي طائر آخر. من الشائع أن تتمتع الطيور الجارحة التي تعيش حول المناطق الاستوائية بفترة تكاثر طويلة نسبيًا. تتكاثر أزواج العُقبان المُتوجة مرة كل عامين ؛ وتبلغ مدة دورة التكاثر الواحدة 500 يوم تقريبا. تكمل مُعظم أنواع العقبان الأخرى دورة تكاثر في أقل من ستة أشهر، أو في حوالي 35٪ من الوقت الذي يستغرقه العُقاب المُتوج. في حين أن مراحل الحضانة تكون متوسطة تقريبًا للعقاب الاستوائي (على سبيل المثال ، صرارة سوداء الصدر (Circaetus pectoralis) ، نصف وزن هذا النوع ، لديه دورة حضانة / تعشيش بطول مُماثل) ، فترة ما بعد التكاثر الاستثنائية من 9-11 شهرًا والتي تجعل دورة تكاثر العُقبان المُتوجة طويلة جدًا. في العقاب الخُطّاف والفلبيني ، على الرغم من عدم دراستهما على نطاق واسع ، فقد يستغرق الأمر وقتًا مشابهًا أو حتى وقتًا أطول حتى يحصل الصغار على الاستقلال الكامل. حالة أزواج العُقبان المُتوجة التي يُقال إنها ترعرعت كل عام في جنوب إفريقيا لا أساس لها من الصحة ولكنها قد تكون بسبب معدل فقدان الموئل المرتفع على ما يبدو بين العُقبان الأحداث بالقرب من المناطق المُكتظة بالبشر. يمكن أن يحدث التكاثر على مدار العام تقريبًا في جميع أنحاء النطاق، على الرغم من أن وضع البيض يبدو أنه يبلغ ذروته تقريبًا في نهاية الموسم الرطب الأفريقي أو موسم الجفاف المُبكر، من يوليو إلى نوفمبر. يتم الحفاظ على المناطق أو نطاقات المنزل بقوة. في زيمبابوي ، يمكن أن تتراوح نطاقات المنازل الفردية من 140 إلى 200 كيلومتر مربع (54 إلى 77 ميل مربع) في الحجم. بالقرب من مدينة نيلسبروت في جنوب إفريقيا ، بلغ متوسط النطاقات المنزلية 30 كم 2 (12 ميل مربع) في الحجم. في جنوب إفريقيا ، يمكن أن يتراوح متوسط المسافة بين مواقع العش النشطة من 2 إلى 19.5 كم (1.2 إلى 12.1 ميل). يتعاون الزوجان في بناء عش ضخم في شوكة شجرة غابة كبيرة ، عادةً من 12 إلى 45 مترًا (39 إلى 148 قدمًا) فوق سطح الأرض. بينما تجلب الأنثى المزيد من مواد التعشيش، يميل الذكر إلى أن يكون أكثر نشاطًا في بناء العش. بشكل عام ، تنجذب العُقبان المُتوجة إلى الأشجار الأطول في الغابة. وقد يستغرق بناء العُش الذي تم بناؤه من الصفر ما يصل إلى 5 أشهر، ولكن يتم إصلاح الأعشاش الموجودة في كثير من الأحيان وإعادة استخدامها خلال مواسم التكاثر المتتالية، وهي عملية قد تستغرق ما يصل إلى 3 أشهر. يُقال إن الجماع يمكن أن يحدث لمدة تصل إلى عام قبل التزاوج ، على الرغم من أن هذه قد تكون حالات استثنائية من التزاوج لأغراض عدم الإخصاب (بالتي، في العُقبان الأُخرى ، يُعتقد أنها مرتبطة بشكل أساسي لتقوية الروابط الزوجية). عادةً ما يحدث عرض ما قبل الجماع، حيث يركض الذكر مرارًا وتكرارًا حول الأنثى الرابضة بأجنحة مرفوعة، والتي يعرض كستناء الأغطية السفلية والجناح الجميل.

## علم الأحياء الغذائي

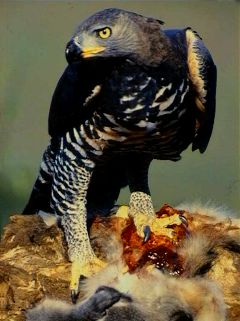
يُعد العُقاب المُتوّج مُفترساً قوياً للقرود.

غالبًا ما يوصف العُقاب المُتوج بأنه أقوى الطيور الجارحة في إفريقيا، حتى أكثر من النوعين الأثقل قليلاً المتوطنة في إفريقيا ، العُقاب المُقاتل وعُقاب الخدارية (Aquila verreauxii). تضمنت إحدى القوائم العُقاب المُتوج باعتباره الطائر الوحيد في تصنيف أقوى 10 كائنات حية على الأرض (الجنيه مقابل الجنيه). في مكان آخر، يُدرج الخُطّاف كأقوى عقاب حيّ في الطيور الجارحة. نظرًا لعدم وجود اختبارات فعلية معروفة في أي من الطيور الجارحة الأفريقي للضغط لكل بوصة مربعة (PSI) التي تُمارس عن طريق قبضتها ، كما حدث مع بعض النسور الكبيرة الأخرى ، فقد استقرت قوتها من حجم القدمين والمخالب، ومن الفريسة التي يختارونها عادة.

### الهجمات على البشر
في حين أن العديد من الطيور الجارحة الأصغر تهاجم البشر إذا اقتربت كثيرًا من موقع التعشيش ، فعادةً ما يكون لها عواقب طفيفة على الضحية البشرية. عُقاب الأم المُتوّجة، في مرحلة ما بعد النمو ، تهاجم بسهولة أي إنسان يقترب من العش. قد يهاجم الذكور البالغون أيضًا البشر قبل أن يفروا، لكن نادرًا ما يفعلون ذلك. على الرغم من حجم وقوة النسر، قد يكون لهجمات العقبان عواقب طفيفة أيضًا لأن الهجمات تهدف فقط إلى إزاحة الحيوان الدخيل وليس قتله أو تشويهه بشكل خطير. ومع ذلك ، قد تؤدي هجمات الدفاع عن العش إلى جروح عميقة ومؤلمة ومفتوحة، مما قد يؤدي إلى خطر الإصابة بالعدوى أو الحاجة إلى غرز.
ربما يكون العُقاب المُتوج هو الطائر الوحيد الباقي الجارح الذي يعتقد أنه يهاجم أطفال البشر كفريسة. في إحدى الحالات، تعرض صبيّ يبلغ من العُمر 7 سنوات ، يبلغ وزنه حوالي 20 كجم (44 رطلاً) ، لكمين نصبه عُقاب مُتوج ، اقتلع بمخالبه حلق الصبي وصدره. تم إنهاء الهجوم من قبل امرأة جاءت عليهم وأنقذت الطفل بضرب العُقاب حتى الموت بمجرفة. في حالة أخرى، تم العثور على جمجمة طفل بشري في عش زوج عُقاب مُتوج. في حالة أخرى، عند المساعدة في التحقيق في اختفاء فتاة تبلغ من العمر أربع سنوات، اعتقد سيمون تومسيت أنها كانت ضحية لعقاب متوج بعد العثور على ذراع مقطوعة لطفل في شجرة طويلة كانت موجودة. لا يمكن الوصول إليها حتى من قبل الفهود، والمعروف أنها تُستخدم كمخبأ للعُقاب المُتوج.
تم التأكد من أن عُقاباً حيًا آخر، وهو العُقاب المُقاتل (Polemaetus bellicosus) ، يأخذ طفلاً بشريًا في محاولة افتراس مُحتملة، وهو صبيّ يبلغ من العُمر 4 سنوات في إثيوبيا. على عكس العُقاب المُتوج ، فإن العُقاب المُقتال ليس صيادًا مُتخصصًا من الرئيسيات، ويفترس بشكل رئيسي الطيور الكبيرة التي تعيش على الأرض. هاجم العُقاب المذكور ثلاثة أطفال وقتل أحدهم قبل إطلاق النار عليه من قبل أحد القرويين. في رواسب تونغ الشهيرة في جنوب إفريقيا ، أدت جمجمة قرد طفل أسترالوبيثكس أفريكانوس، وهو سلف مُحتمل للبشر، إلى تكهنات كبيرة. يُشار إليه في النهاية باسم طفل تونغ ويقدر وزنه من 9 إلى 11 كجم (20 إلى 24 رطلاً) ، أصبح الطفل هو العينة النوعية لنوعه. وبدا أن الطفل مات بسبب صف نظيف من ثقب في جمجمته. دفع الفحص العلمي للثقوب العلماء إلى الاعتقاد بأن العينة قُتلت على ما يبدو على يد عُقاباً ، وكان العُقاب المُتوج هو المُرشح الأكثر ترجيحًا له. أدت هذه العلاقة المُفترسة إلى الكثير من الافتراضات حول ما إذا كانت التويجاء قد شكلت جزئيًا التطور البشري، مع تطور أسلاف الرئيسيات الصغيرة المُبكرة نحو أحجام أكبر وأدمغة أكبر بسبب انخفاض احتمالية افتراس العُقاب بهذه الميزات.

## حالة الحفظ

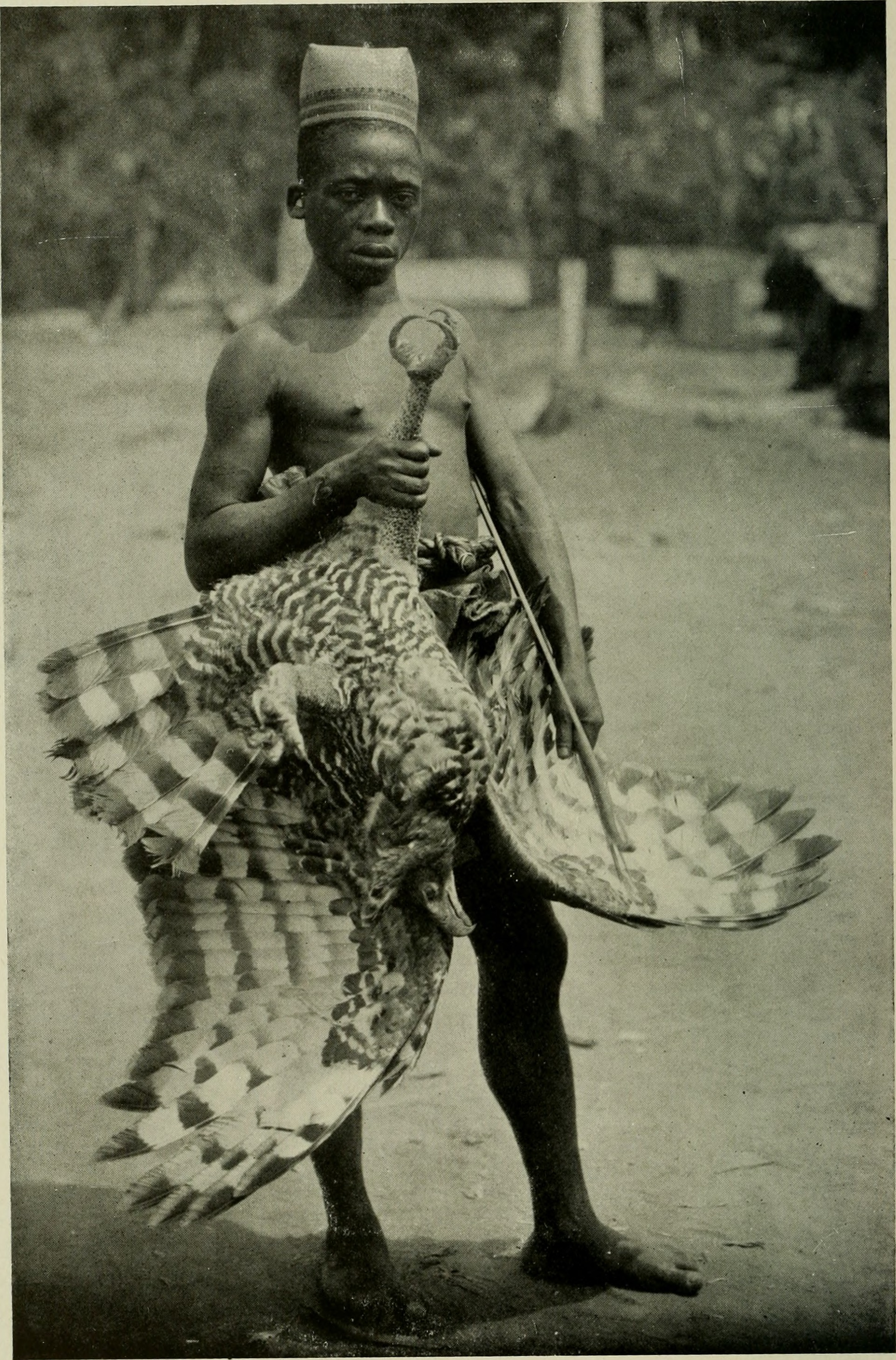
مواطن في جمهورية الكونغو الديمقراطية يحمل عُقاباً مُتوّجًا ميتًا.

يعتبر العُقاب المُتوج شائعًا إلى حد ما في الموائل المناسبة، على الرغم من أنه على مستوى السكان، فقد أظهرت أعداده انخفاضًا متزامنًا مع إزالة الغابات. يبدو أن الانخفاضات مُنتشرة على نطاق واسع وقد تتزايد بسبب الوتيرة المحمومة في كثير من الأحيان بعملية القطع. الموطن الرئيسي لهذا النوع هو الغابات الغنية بالمظلات العالية، وهي هدف رئيسي لشركات الأخشاب والمزارعين وزيت النخيل ومزارع الوقود الحيوي وعمال المناجم. يتفوق الاقتصاد المُعتمد على الفحم على الاقتصاد القائم على المعادن في جمهورية الكونغو الديمقراطية وزائير، كلاهما يؤجج الحروب ويشق طريقًا عميقًا في الغابات البِكر سابقًا.
في عام 2012 ، تم تغيير حالة النوع إلى نوع قريب من الخطر من قبل IUCN. مثل المُقاتل، تعرض العُقاب المُتوج طوال التاريخ الحديث للاضطهاد من قبل المُزارعين، الذين يؤكدون أن الطائر يشكل تهديدًا لمواشيهم. في الواقع ، نادرًا ما يهاجم كل من العُقبان المُتوجة والمُقاتلة الماشية. وفي بعض الحالات، تم قتل العُقبان المُتوجة أثناء محاولتها اصطياد الحيوانات الأليفة. سبب آخر لاضطهاد هذا النوع هو أن العُقبان المُتوجة تعتبر منافسة في تجارة لحوم الطرائد والصيد الجائر. تعد تجارة لحوم الطرائد داخل البلدان الحبيسة في إفريقيا أكبر مصدر للبروتين الحيواني للبشر. تم تصنيف القرد الأحمر، وهو قرد يُمثل الجودة المثلى للغابات وهو نوع غذائي رئيسي للعُقاب المُتوج، كواحد من أسرع القرود تراجعاً وأكثرها تعرضاً للخطر في العالم بسبب تجارة لحوم الطرائد في المقام الأول. وهي تجارة بمليارات الدولارات مع حوالي 5 ملايين طن (مُعظمها من الظباء الصغيرة والقرود ؛ وهو نظام غذائي أساسي للمُتوّج) مماً يُقتل كل عام.

## روابط خارجية
- Crowned eagle (bird) على موسوعة بريتانيكا
- النسر المتوج - نصوص الأنواع في أطلس طيور جنوب إفريقيا